# Chiesa di San Giacomo al Campo
La chiesa di San Giacomo al Campo o chiesa della Misericordia è un luogo di culto cattolico situato in via Mazzini a Pontremoli, in provincia di Massa-Carrara.

## Storia e descrizione
La più antica traccia della chiesa nelle cronache risale al 1187. Sopra il portale d'ingresso, un fregio marmoreo rappresenta san Giovanni Battista, mentre all'interno sono conservati un dipinto con la Madonna di San Luca e una pala d'altare che ritrae sant'Agostino. Dal 1685 la chiesa è sede della Confraternita della Misericordia.